# Kultura kofiguratywna
Kultura kofiguratywna, tzw. kultura "odnalezionych rówieśników" – według antropolożki Margaret Mead to typ kultury, w którym współwystępują wzorce kulturowe młodszych i starszych pokoleń. W tym modelu współistnieją generacje młodsza i starsza, nie są w stanie sami wprowadzić dzieci do zmiennych warunków rzeczywistości. Osobami znaczącymi są rówieśnicy.
Tego typu kultury są przejściowe między kulturą postfiguratywną a kulturą prefiguratywną i charakterystyczne dla stadiów rozwojowych społeczeństwa nowoczesnego, przemysłowego.
W ujęciu memetyki w kulturach tego typu dominuje poziomy transfer memów.